# MIMOS II

MIMOS II (прибор с круглым диском по центру) марсохода Оппортьюнити на Марсе, 3 февраля 2004 года.

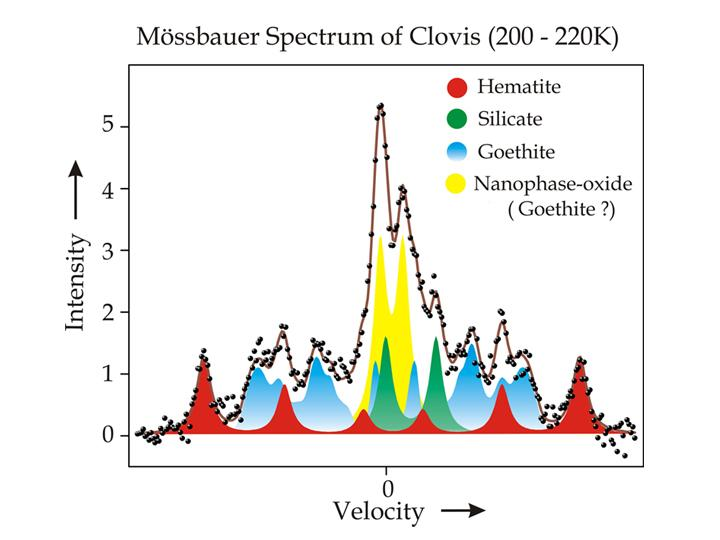
Мёссбауэровский спектр, полученный марсоходом Спирит в кратере Гусева. На спектре присутствует железосодержащий минерал, называемый гётитом (FeO(OH)), в камне под названием «Кловис» на «Колумбийских холмах» Марса. Гётит содержит воду в виде гидроксильной группы в составе своей структуры. Определив этот минерал, осмотр «Кловиса» дал убедительные доказательства прошлой активности жидкой воды в районе, который исследовал марсоход Спирит.

MIMOS II — миниатюрный мёссбауэровский спектрометр, разработанный доктором Гёстаром Клингельхофером в Университете им. Йоханнеса Гутенберга в Майнце, Германия. Использовался на марсоходах космического агентства NASA, Спирите и Оппортьюнити, для исследования минералогии железосодержащих пород и грунтов марсианской поверхности. Марс — это особенно хорошее место для проведения мёссбауэровской спектроскопии, так как его поверхность богата железом (~20 % Fe в виде Fe2O3).
MIMOS II использует источник гамма-излучения кобальт-57 (57Co) с активностью около 300 мКи на момент запуска марсоходов. Для получения стандартного мёссбауэровского спектра необходимо 6-12 часов на момент первичной миссии марсоходов (90 сол) на Марсе в зависимости от общего содержания железа и железосодержащих фаз. 57Co имеет период полураспада всего 271,8 дней (следовательно, время измерения образцов со временем будет постепенно увеличиваться, пока ресурс радиоактивного изотопа не будет полностью исчерпан).
MIMOS II на поверхности Марса обеспечивает
идентификацию железосодержащих фаз (например, оксидов, силикатов, сульфидов, сульфатов и карбонатов), количественные измерения распределения железа с различной степенью окисления (например, Fe2+, Fe3+) и количественные измерения распределения железа среди
железосодержащих фаз (например, относительные пропорции
железа в оливине, пироксене и магнетите в базальте) камней и грунтов. Данные MIMOS II идут в дополнение к данным от спектрометра
APXS и композиционным данным от Mini-TES.
Основная задача MIMOS II заключалась в обнаружении присутствия соединений железа. Исследования камня «Эль-Капитан» подтвердили обнаружение минерала, называемого ярозитом. Он содержит гидроксильные группы, поэтому должен быть образован в контакте с водой. Таким образом, присутствие жидкой воды на Марсе в прошлом экспериментально подтверждено.
Суммарный вес MIMOS II составляет порядка 500 грамм. Прибор включает в себя детектор с размерами примерно 9 см × 5 см × 4 см и весом около 400 грамм, расположенный на манипуляторе марсохода, а также печатную плату, которая имеет схемы управления детектором, схемы сбора, хранения, передачи данных и прочее. Плата имеет размеры 16 см × 10 см × 2,5 см, вес около 100 грамм и располагается в основном «тепловом блоке с электроникой» марсохода. Потребляемая мощность MIMOS II составляет порядка 2 Вт. Детектор способен работать в диапазоне температур от −120 °C до +40 °C, а печатная плата от −50 °C до +40 °C.
На момент завершения миссии марсохода «Оппортьюнити» в 2019 году, MIMOS II был отключён уже долгое время, так как ресурс применяемого кобальта-57 (57Co) был полностью исчерпан. В 2011 году на анализ одного образца «Оппортьюнити» потратил несколько недель.